# Chalais, Dordogne

Chalais este o comună în departamentul Dordogne din sud-vestul Franței. În 2009 avea o populație de 455 de locuitori.

## Evoluția populației
| An        | 1975 | 1982 | 1990 | 1999 | 2006 | 2009 |
| --------- | ---- | ---- | ---- | ---- | ---- | ---- |
| Populație | 456  | 385  | 425  | 435  | 442  | 455  |